# Trattato di San Pietroburgo (1881)

Mappa anacronistica di tutti i territori dell'Impero russo e della sua sfera d'influenza. Il territorio di Ili o territorio di Kulja, occupato tra il 1871 e il 1881, è la regione nord-occidentale della Cina confinante con l'Impero russo.

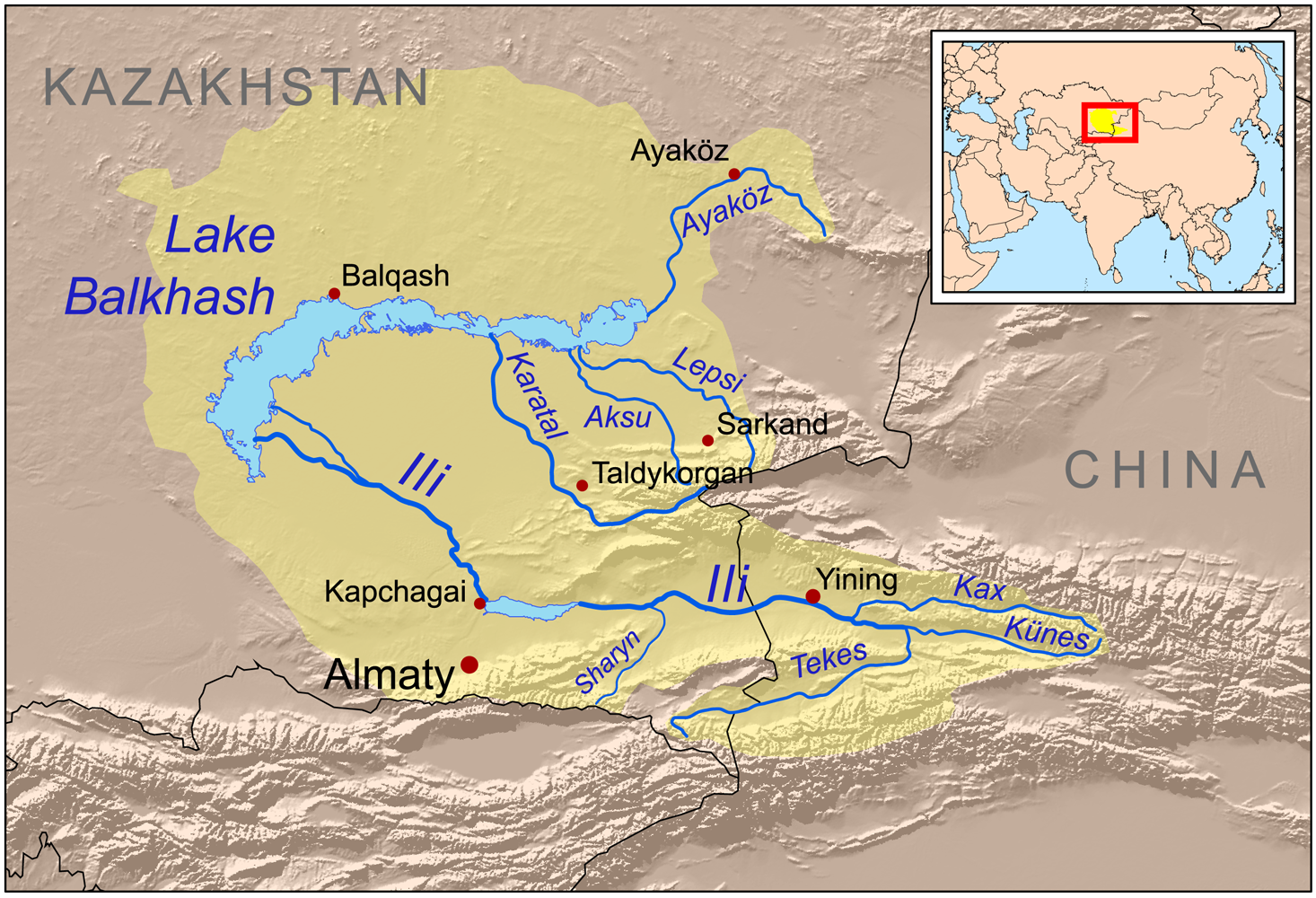
Il territorio di Kulja si trova a nord del Tien Shan e a sud dei monti Borohoro. È l'alta valle del fiume Ili che sfocia nel lago Balkash.

Il trattato di San Pietroburgo (1881) noto anche come Trattato di Ili, venne siglato tra l'Impero russo e la dinastia Qing a San Pietroburgo, in Russia, il 24 febbraio [12 febbraio] 1881. 
Prevedeva il ritorno in Cina della parte orientale della regione del bacino dell'Ili, occupata dalla Russia dal 1871 durante la rivolta dei Dungani.

## Contesto
Durante la conquista russa del Turkestan, la Russia ottenne il controllo del Kazakistan orientale fino all'attuale confine cinese. Durante la rivolta dei Dungani, la Cina perse il controllo di gran parte del suo territorio occidentale e il potere passò a varie fazioni. Nel 1871, la Russia occupò il territorio di Ili. Si parlava di annessione permanente, ma San Pietroburgo dichiarò che occupava il territorio per proteggere i suoi cittadini. L'autorità cinese nello Xinjiang fu ristabilita nel 1877.
Wanyan Chonghou venne inviato in Russia per negoziare. Nel settembre 1879, egli concluse coi russi il trattato di Livadia, in base al quale la Russia avrebbe dovuto
restituire una parte dello Xinjiang alla Cina, ma avrebbe mantenuto la valle del fiume Tekes, all'estremità sud-ovest della valle di Ili, assicurando alla Russia l'accesso alla parte meridionale dello Xinjiang e alle montagne fino al bacino di Tarim. La Cina avrebbe inoltre dovuto pagare 5 milioni di rubli, nonché garantire concessioni commerciali. Nel gennaio 1880 Chonghou tornò a Pechino e fu accolto con indignazione: venne accusato di aver tradito il suo paese e venne arrestato e poi condannato a morte. Zeng Jize venne nominato nuovo ambasciatore, ma la Russia rifiutò di negoziare a meno che Chonghou non venisse rilasciato, e in questo venne sostenuta da altre potenze europee. Nell'agosto 1880 Chonghou fu rilasciato e i negoziati ripresero.
Il Trattato di San Pietroburgo venne concluso il 24 febbraio [O.S. 12 febbraio] 1881 e ratificato entro sei mesi. Due anni dopo (marzo 1883), la Russia evacuò la provincia. Ci furono alcuni problemi minori alle frontiere e il 31 ottobre [O.S. 19 ottobre] 1883 venne firmato un protocollo finale.
La Russia era rappresentata da Nikolaj Karlovič Girs, capo del dipartimento per gli affari asiatici del ministero degli Esteri (sarebbe diventato ministro nel 1882), e da Eugene Bützow, ambasciatore della Russia in Cina.

## Il trattato
In base all'articolo 1 del trattato, la Russia avrebbe accettato di restituire la maggior parte dell'area occupata alla Cina. Il governo cinese accettò nell'articolo 2 di tenere indenni i residenti dell'area, indipendentemente dalla loro etnia e religione, per le loro azioni durante la ribellione. Ai residenti della zona sarebbe consentito dall'articolo 3 di rimanere o di trasferirsi in Russia e sarebbero stati interrogati sulla loro scelta prima del ritiro delle truppe russe.
Ai sensi dell'articolo 6, il governo cinese avrebbe pagato alla Russia 9.000.000 di "rubli di metallo" (russo: металлических рублей; francese: roubles métalliques; probabilmente si intendeva rubli d'argento) per servire come pagamento per i costi di occupazione, come compensazione per le richieste dei cittadini russi che avevano perso la loro proprietà durante la ribellione e come risarcimento materiale alle famiglie dei russi uccisi durante la ribellione.
L'articolo 7 stabilì il nuovo confine nella Valle dell'Ili. L'area ad ovest del confine venne trattenuta dalla Russia "per l'insediamento dei residenti della regione che sceglieranno di diventare sudditi russi e dovranno lasciare le terre di loro proprietà" ad est del nuovo confine.
Il trattato prevedeva anche nell'articolo 8 piccoli aggiustamenti del confine tra i due paesi nell'area a est del lago Zaysan (ora la regione del Kazakistan Orientale confina a nord con la prefettura autonoma kazaka di Ili dello Xinjiang).
L'articolo 10 permise alla Russia di espandere la sua rete consolare nelle parti nord-occidentali dell'Impero cinese (Xinjiang, Gansu e Mongolia esterna). Oltre ai consolati a Ili (Kulja), Tarbagatai (Tacheng), Kashgar e Urga (Ulan Bator) previsti nei trattati precedenti (trattato di Kulja, 1851), la Russia avrebbe aperto consolati a Suzhou (Jiuquan) e Turpan. A Kobdo (Khovd), Uliasutai (Uliastai), Hami (Kumul), Ürümqi e Gucheng (Qitai), la Russia sarebbe stata autorizzata a stabilire consolati in seguito, come richiesto dal volume degli scambi.
L'articolo 12 affermò il diritto al commercio esente da dazi per i commercianti russi in Mongolia e Xinjiang. Il trattato conteneva anche varie disposizioni progettate per facilitare le attività dei mercanti russi e per regolare il commercio bilaterale. Un'appendice al trattato specificava l'elenco dei valichi di frontiera che entrambi i paesi dovevano operare.

## Conseguenze
Il trattato di San Pietroburgo del 1881 venne percepito come un'enorme sconfitta diplomatica e un passo indietro da molti in Russia, come il ministro della Guerra Dmitry Milyutin e il famoso comandante militare Aleksei Brusilov.
Diverse migliaia di famiglie di Dungani (Hui) e Taranchi (Uiguri) utilizzarono il trattato per trasferirsi nel territorio controllato dalla Russia, l'attuale Kazakistan sud-orientale e il Kirghizistan settentrionale. Mentre alcuni di loro tornarono presto in Cina, la maggior parte rimase nei domini russi e da allora i loro discendenti hanno vissuto in Kazakistan e nel Kirghizistan settentrionale.
Il confine tra i due imperi stabilito dall'articolo 7 del trattato rimane tuttora il confine tra Kazakistan e Repubblica Popolare Cinese.
Gli storici hanno ritenuto che la vulnerabilità e la debolezza della dinastia Qing all'imperialismo occidentale nel 19º secolo si basasse principalmente sulla sua debolezza navale marittima mentre raggiungeva il successo militare contro gli occidentali sulla terraferma. Lo storico Edward L. Dreyer ha dichiarato:
La dinastia Qing, in sostanza, con tale trattato "costrinse" la Russia a rinunciare al possesso di territori in precedenza cinesi e in quel momento disputati in quella che venne vista come una "vittoria diplomatica" contro la Russia. È probabile che, accettando di firmare il trattato del 1881, la Russia avesse riconosciuto che la Cina dei Qing rappresentasse potenzialmente una seria minaccia militare. I mass media in Occidente descrissero quindi la Cina come una potenza militare in ascesa a causa dei suoi programmi di modernizzazione e come una grave minaccia per il mondo occidentale; fu persino sollevato il timore che la Cina sarebbe riuscita a conquistare colonie occidentali come l'Australia.